# فيدور فون بوك
فيدور فون بوك (بالألمانية: Fedor von Bock) قائد عسكري ألماني (3 ديسمبر 1880–4 مايو 1945) قائد بارز من الحرب العالمية الثانية ساهم في تحقيق الانتصار للقوات الألمانية في السنوات الأولى.

## بولندا وفرنسا
- أثناء غزو بولندا الذي بدأ في 1 سبتمبر 1939، كُلّف فون بوك بقيادة مجموعة الجيش الشمالية المكلفة وحققت هذه المجموعة مهمتها بنجاح حتى 3 أكتوبر عندما نقل إلى الجبهة الغربية لكي يقود الهجوم المنتظر على قوات الحلفاء الغربيين.
- قبل الغزو حاول الاعتراض على الخطة الجديدة التي وضعها القائد الألماني إريش فون مانشتاين التي تجعل هجوم مجموعته (مجموعة الجيوش ب) على الدول المنخفضة هجوماً ثانوياً، إلاّ أن القيادة العليا الألمانية تبنت خطة مانشتاين.
- أثناء معركة فرنسا التي بدأت في 10 مايو 1940، أدّت مجموعته المهمة بنجاح، وساهمت في تحقيق الانتصار الذي أدّى في النهاية إلى اضطرار الفرنسيين إلى توقيع الهدنة مع الألمان في 22 يونيو.

## روسيا

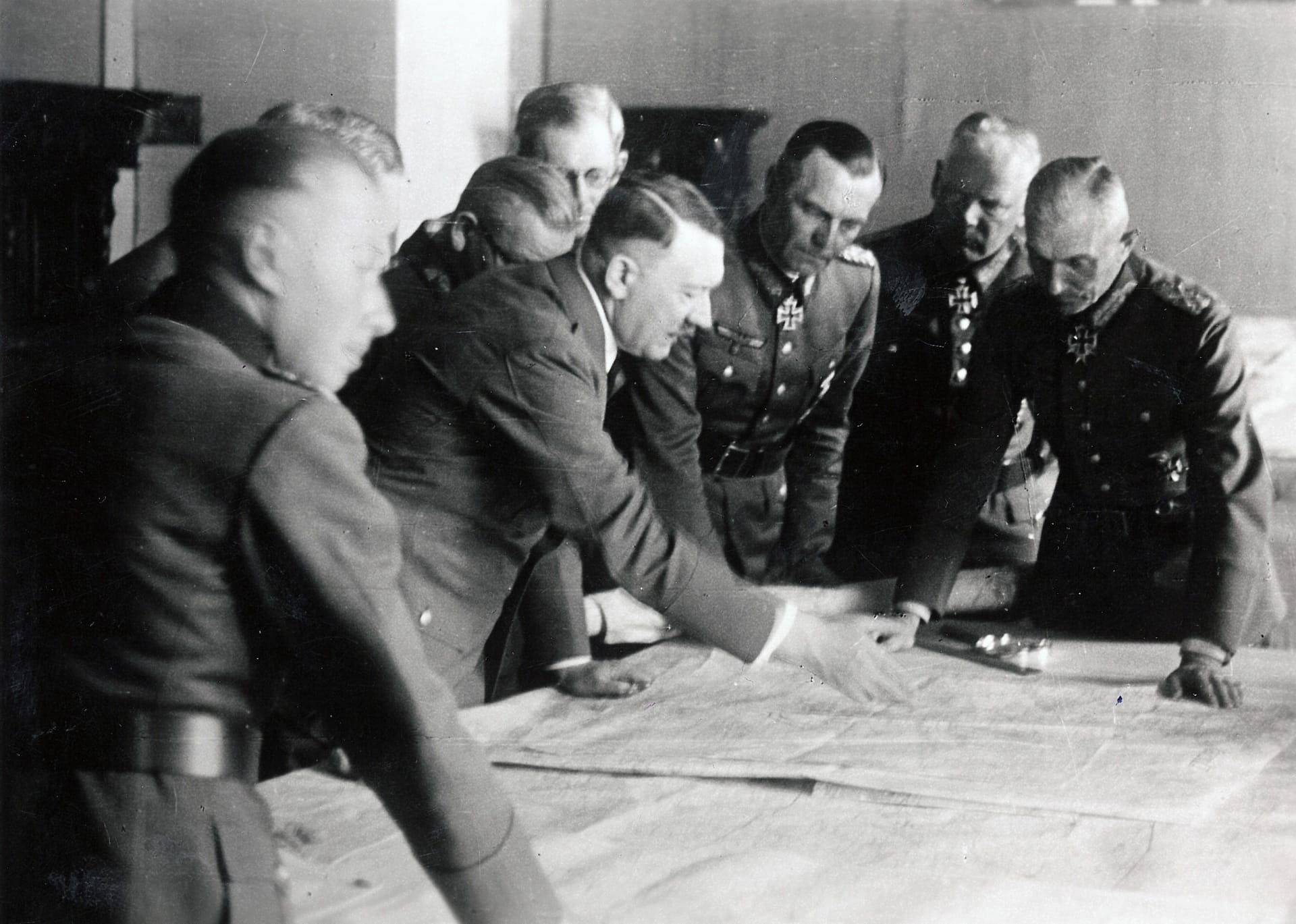
فون بوك (أقصى اليمين) مع هتلر، ومجموعة من القادة الألمان يخططون للحملة الصيفية على روسيا عام 1942.

- في 1 أبريل 1941 تولى قيادة مجموعة الجيوش الوسطى استعداداً للهجوم المنتظر على الاتحاد السوفيتي فيما عُرف باسم عملية بارباروسا.
- في 22 يونيو 1941 بدأ الهجوم الذي حقق في البداية نجاحاً كبيراً مثل المجموعات الأخرى، لكن أيضاً مثل المجموعات الأخرى تباطأ التقدم مع حلول فصل الشتاء، وفي 18 ديسمبر عُزل فون بوك من قيادة مجموعته بعد عجزه عن الاستيلاء على مدينة موسكو.
- لكن في 18 يناير 1942 عُين فون بوك قائداً لمجموعة الجيوش الجنوبية خلفاً للمارشال فالتر فون رايخيناو الذي توفي قبل ذلك بسكتة قلبية، وقام مجموعة فون بوك أثناء فترة قيادته باستعادة الأراضي التي فقدتها القوات الألمانية في فصل الشتاء، ثم تنفيذ الهجوم الصيفي الجديد فيما عُرف بعملية «أزرق» التي بدأت في 28 يونيو.
- استمر فون بوك في قيادته لمجموعة الجيوش الجنوبية حتى 15 يوليو 1942 عندما عُزل لآخر مرة.

## وفاته
بقي فون بوك بعيداً عن أي قيادة عسكرية حتى وفاته في شليفغ-هولشتاين Schlwig-Holstein في 4 مايو 1945 حيث كان ضحية من ضحايا غارة لطيران الحلفاء على تلك المنطقة قبل أيام من نهاية الحرب في أوروبا.

## روابط خارجية
- فيدور فون بوك على موقع الموسوعة البريطانية (الإنجليزية)
- فيدور فون بوك على موقع مونزينجر (الألمانية)